# 阿德里安·阿迪
阿德里安·阿迪（法語：Adrien Hardy，1978年7月30日—），法国男子赛艇运动员。他曾代表法国参加2000年、2004年、2008年和2012年夏季奥林匹克运动会赛艇比赛，获得一枚金牌。